# 先锋日
先锋日（英語：Pioneer Day）又称拓荒者日，是美国犹他州官方节日，庆祝时间为每年7月24日。在周边一些最初由摩爾門先驅者定居的地区也会举行相关庆祝活动。这个节日纪念了楊百翰和第一批摩门教先驱于1847年7月24日进入鹽湖谷的历史，这些後期聖徒在被迫离开伊利诺伊州的諾伍和部分美国东部地区后在这里定居。节日中会有游行、烟火表演、牛仔競技等各种庆祝活动。与美国独立日类似，许多地方政府和州政府办公室以及很多商店在先锋日当天都会关闭。
除了在犹他州是法定节日外，先锋日对许多耶穌基督後期聖徒教會（LDS教会）的成员来说也是一个特别的日子。在先锋日，一些后期圣徒会步行行走摩爾門之路的一部分或重现手推车进入盐湖谷的情景。全美及全球的后期圣徒 可能会在7月24日以歌曲、舞蹈、聚餐及与先驱相关的活动来庆祝这一日子，以纪念LDS教会的先驱时代。
虽然这个节日与LDS教会关系密切，但它正式上是为了所有在拓荒时代移民到鹽湖谷的人们庆祝，无论他们的信仰和国籍如何，一般认为，这个拓荒时代以1869年第一條橫貫大陸鐵路的建成而结束。该时期的一些著名非LDS美国先驱包括美国圣公会主教Daniel S. Tuttle，他在19世纪晚期创建了犹他州的第一所非摩爾門教徒学校罗兰霍尔-圣马克学校(Rowland Hall-St. Mark's)和第一家公立医院（圣马克医院）。盐湖城自由公园的帕瓦则尊重该地区原住民的文化遗产和贡献，帮助犹他州居民更深入理解该地区的历史。